# Deja Vu (film 2006)
Deja Vu (tyt. oryg. Déjà vu) – amerykański thriller fantastycznonaukowy z 2006 roku w reżyserii Tony’ego Scotta.

## Obsada
- Denzel Washington jako Doug Carlin
- Paula Patton jako Claire Kuchever
- James Caviezel jako Carroll Oerstadt
- Val Kilmer jako Agent Andrew Pryzwarra
- Adam Goldberg jako dr Alexander Denny
- Elden Henson jako Gunnars
- Erika Alexander jako Shanti
- Bruce Greenwood jako Jack McCready
- Rich Hutchman jako Agent Stalhuth
- Matt Craven jako Larry Minuti
- Donna W. Scott jako Beth
- Elle Fanning jako Abbey
- Enrique Castillo jako ojciec Claire
- Mark Phinney jako Agent Donnelly
- Shondrella Avery jako Kathy
- John McConnell jako Sheryf Reed
- Dane Rhodes jako kapitan promu

## Opis fabuły
Agent federalny z agencji ATF, Doug Carlin, prowadzi śledztwo w sprawie wybuchu bomby na promie pasażerskim w Nowym Orleanie, w wyniku którego zginęło kilkaset osób. W trakcie dochodzenia zostają odnalezione zwłoki kobiety, rzekomo jednej z ofiar eksplozji. Jednak sekcja zwłok wykazuje, że kobieta została zamordowana wcześniej. Na dodatek Carlin odnosi wrażenie, jakby już gdzieś ją wcześniej widział.
Ze zdziwieniem dostrzega, że zarówno on sam, jak i ci, którzy ocaleli, przeżywają déjà vu. Zjawisko okazuje się kluczem nie tylko do uniknięcia kolejnego zamachu, ale nawet i tego, który już miał miejsce.
Jego przypuszczenia okazują się prawdziwe, gdy do akcji wkracza jednostka specjalna, która może cofnąć się w czasie wykorzystując tunel czasoprzestrzenny (most Einsteina-Rosena) i sprawdzić, co tak naprawdę wydarzyło się na promie.